# Pseudomertensia anjumae
Pseudomertensia anjumae är en strävbladig växtart som beskrevs av Syed Muhammad Anwar Kazmi. Pseudomertensia anjumae ingår i släktet Pseudomertensia och familjen strävbladiga växter. Inga underarter finns listade i Catalogue of Life.